# Clitenella fulminans
Clitenella fulminans is een keversoort uit de familie bladkevers (Chrysomelidae). De wetenschappelijke naam van de soort werd in 1835 gepubliceerd door Franz Faldermann.